# Cultura da Eslovénia

## Literatura
Os primeiros livros a serem publicados na Eslovênia foram de autoria do reformador Protestantismo|protestante Primož Trubar (1508-1586), sendo um sobre catequismo e o outro um abecedário, ambos publicados em 1550 em Tübingen,Alemanha.
A parte central do país, Carniola, foi descrita no livro "A glória do Ducado de Carniola" (em alemão:  Die Ehre deß Herzogthums Crain), publicado em 1689 pelo Barão Janez Vajkard Valvasor (1641-1693).
Alguns dos principais mestres da literatura eslovena foram os poetas France Prešeren(1800-1849), Srečko Kosovel, Edvard Kocbek e Dane Zajc, assim como os escritores Ivan Cankar (1876-1918) e Vladimir Bartol.Alojz Rebula,Drago Jančar,Boris Pahor,Tomaž Šalamun e Aleš Debeljak são os grandes nomes da literatura contemporânea eslovena, enquanto que Aleš Šteger é uma das maiores revelações dos últimos anos.

## Artes plásticas e arquitetura
O pintores eslovenos mais importantes são Anton Ažbe,Ivana Kobilca, Rihard Jakopič,Božidar Jakac,Avgust Černigoj e Zoran Mušič.
Os arquitetos eslovenos de maior renome são: Jože Plečnik e Max Fabiani.

## Música
A Eslovênia é o lar de numerosos músicos e compositores, incluindo o compositor Renascentismo renascentista Jacobus Gallus (1550-1591), cujo trabalho teve grande influência na música clássica da Europa Central, e o violista virtuoso Giuseppe Tartini.
Davorin Jenko é considerado o pai da música nacional eslovena enquanto que Risto Savin criou uma tradição nacional de ópera. Gojmir Krerk trouxe influências internacionais ao país no começo do século XX e foi seguido por Marij Kogoj, Slavko Osterc e Lucijan-Maria Skerjanc.
Durante o século XX, Bojan Adamič foi o mais influente compositor de trilhas sonoras e Ivo Petrić (nascido em 16 de junho de 1931), um compositor de música clássica europeia.
Alguns dos artistas de música contemporânea de destaque são: Slavko Avsenik, Laibach, Vlado Kreslin, Pero Lovšin, Pankrti, Zoran Predin, Lačni Franz, New Swing Quartet, DJ Umek, Valentino Kanzyani, Siddharta (banda), Big Foot Mama, Terrafolk, Katalena, Magnifico, entre outros.

## Cinema
O cinema esloveno possui mais de 100 anos de tradição, onde Karol Grossmann, Janko Ravnik, Ferdo Delak, France Štiglic, Mirko Grobler, Igor Pretnar, France Kosmač, Jože Pogačnik, Matjaž Klopčič, Jane Kavčič, Jože Gale, Boštjan Hladnik e Karpo Godina são os mais importantes realizadores. Os diretores de filmes Janez Burger, Jan Cvitkovič, Damjan Kozole, Janez Lapajne e Maja Weiss são os mais notáveis representantes do chamado "renascimento do cinema esloveno".

## Ciência e tecnologia
Outros eslovenos famosos incluem o químico e vencedor do Prémio Nobel Friderik Pregl, o médico Joseph Stefan, os filósofos Slavoj Žižek e Milan Komar, o lingüista Franc Miklošič, o médico Anton Marko Plenčič, o matemático Jurij Vega, o sociólogo Thomas Luckmann, o teólogo Anton Strle e o engenheiro Herman Potočnik.

## Feriados
| Data           | Nome em português                                    | Nome local                                                                    | Observações |
| -------------- | ---------------------------------------------------- | ----------------------------------------------------------------------------- | --- |
| 1 e 2          | Ano novo                                             | novo leto                                                                     | |
| 8 de Fevereiro | Dia de Prešeren, Feriado culural esloveno            | Prešernov dan, slovenski kulturni praznik                                     | dia da morte do poeta esloveno France Prešeren                                                                          |
| -              | Páscoa Domingo e Segunda-feira                       | velika noč in velikonočni ponedeljek                                          | data variável |
| 27 de Abril    | Dia da Revolta contra a Ocupação                     | dan upora proti okupatorju                                                    | marca o dia em que foi criado a frente de libertação, em 1941, contra a ocupação alemã, italiana e húngara na Eslovênia |
| 1 e 2          | Dia do trabalho                                      | praznik dela                                                                  | |
| -              | Pentecostes                                          | binkoštna nedelja                                                             | data variável |
| 25 de Junho    | Dia de Independência da Eslovênia                    | dan državnosti                                                                | Comemora a proclamação da independência em 1991                                                                         |
| 15 de Agosto   | Dia da Assunção de Maria                             | Marijino vnebovzetje (veliki šmaren)                                          | |
| 17 de Agosto   | União dos eslovenos em Prekmurje com o dia da Pátria | dan združitve prekmurskih Slovencev z matičnim narodom po prvi svetovni vojni | |
| 15 de Setembro | Reconquista de Primorska ao dia da Pátria            | dan vrnitve Primorske k matični domovini                                      | |
| 31 de Outubro  | Dia da Reforma protestante                           | dan reformacije                                                               | |
| 1 de Novembro  | Dia de todos os santos                               | dan spomina na mrtve                                                          | anteriormente chamado de Dia dos mortos (dan mrtvih)                                                                    |
| 23 de Novembro | Dia de Rudolf Maister                                | dan Rudolfa Maistra                                                           | |
| 25 de Dezembro | Natal                                                | božič                                                                         | |
| 26 de Dezembro | Dia da Independência e União                         | dan neodvisnosti in enotnosti                                                 | Comemora a proclamação da independência após o plebiscito em 1990                                                       |

## Esporte
Assim como na maioria dos países do mundo, o esporte mais praticado na Eslovênia é o futebol, seguido do basquete e do hóquei no gelo. As seleções de futebol e de basquete garantiram vaga para os respectivos mundiais em 2010. Nos Jogos Olímpicos, os eslovenos já conquistaram o total de 15 medalhas em Jogos de verão e 7 medalhas em Jogos Olímpicos de Inverno.